# Вулканит
Вулкани́т — минерал меди и теллура, теллурид меди(II) (CuTe), представляет собой светло-бронзовые кристаллы с металлическим блеском. Впервые открыт на месторождении Вулкан, в штате Колорадо, США, в 1961.

## Общая информация
Содержит 33,24 % меди и 66,76 % теллура по массе. Кристаллы бипирамидальные, ромбической сингонии (2/m 2/m 2/m), пространственная группа Pmnm. Образует микроскопические зёрна удлинённо-таблитчатой или неправильной формы. Спайность ярко выраженная, по удлинениям. Цвет от светло-бронзового до желтовато-бронзового с металлическим блеском. Твёрдость по шкале Мооса 1—2. Встречается вместе с рикардитом и самородным теллуром в цементе брекчиеподобной породы.

## Нахождение
- Рудник Гуд Хоуп, месторождение Вулкан, штат Колорадо, США.
- Озёрновское месторождение, Камчатка, Россия.
- Быньговское месторождение, Средний Урал, Россия.